# Genbrugsbutik
En genbrugsbutik er en butik, som sælger brugte ting, primært i form af tøj, men andre ting som bøger, møbler, legetøj, porcelæn og film sælges også.
Mange genbrugsbutikker drives af velgørenhedsorganisationer, der bruger overskuddet til nødhjælp. Disse butikker får indleveret tøj, fra folk som ellers ville smide det ud. Der findes også genbrugsbutikker, der drives med kommercielle formål. Visse af disse har specialiseret sig i tøj fra særlige perioder eller bestemt antikviteter. Genbrugsbutikker der drives af velgørende organisationer har ofte frivillige medarbejdere, hvilket bl.a. gælder Kirkens Korshær, Frelsens Hær (herunder Fretex i Norge), Mødrehjælpen og Røde Kors.

## Genbrug i Danmark
Danmark fik sin første genbrugsbutik i foråret 1972 beliggende i Gl. Munkegade 8 i Aarhus, butikken eksisterer stadigt og drives af Folkekirkens nødhjælp. I Danmark findes der i dag omkring 800 genbrugsbutikker landet over. Omkring 80 % af alt det tøj, som indleveres bliver sendt til Afrika og solgt igen, så forskellige nødhjælpsorganisationer kan tjene penge på tøjet. Meget andet tøj sendes til Indien, hvor det bl.a. bliver omdannet til kradsuld, der bruges i tæpper. Dette har dog skabt problemer for den lokale tøj- og læderindustri, da de har svært ved at konkurrere med priserne på genbrugstøj fra vestlige lande. I Østafrika har man derfor arbejdet på, at stoppe importen af vestligt genbrugstøj.
I 2013 havde Røde Kors 232 butikker og omsatte for 126,9 millioner kroner og Kirkens Korshær havde 245 butikker om en omsætning på 109 millioner kroner og en indtægt på 30,5 millioner kroner i 2012. Generelt har omsætningen været stigende, men samtidig er mængden af indsamlet tøj faldet. Således har Frelsens Hær i Esbjerg oplevet et fald fra 4000 tons i 2010 til 3000 tons i 2013. I 2012 indsamlede Frelsens Hær 6.000 tons.
I 2025 blev det rapporteret at 81% af danskerne havde handlet genbrug inden for det seneste år.
Der findes også såkaldte byttebutikker, hvor kunder kan komme med ét stykke tøj og bytte det til et andet.
I 1980'erne og 1990'erne var det ofte forbundet med skam, at købe ind i genbrugsbutikker, men det er i nyere tid blevet mere moderne. Samtidig er genbrugsbutikkerne også blevet indrettet mere som almindelige kommercielle butikker, hvor tøjet hænger på bøjler på tøjstativer, har pris på psv. En analyse fra COWI i 2023 vist, at antallet af genbrugsbutikker var steget med 50% på landsplan siden 2014.
Selvom markedet for genbrug generelt er stigende i Danmark, er befolkningen stadig tilbageholdende med at give ting købt i genbrugsbutikker i julegave, men genbrugsting som julegaver har stadig været sigende. Børnetøj har  ligeledes oplevet en stigning på genbrugsmarkedet.
Nogle steder har kommunale affaldsselskaber åbnet genbrugsbutikker med effekter fra genbrugspladser. Dette har dog fået bl.a. Dansk Røde Kors og Kirkens Korshær til brokket sig, da det ifølge organisationerne underminerer deres indtægtskilde. Dansk Industri brokkede sig ligeledes og mente at kommunerne brød loven, når de fiskede folks aflagte ting op af affaldscontainere.
I foråret 2015 igangsatte Dansk Røde Kors en kampagne, der skulle få folk til at give deres aflagte tøj til genbrug frem for at smide det ud, da omkring 90.000 tons tøj hvert år bliver smidt i skraldespanden. Samme efterår oprettede organisationen en modeblog om genbrugstøj.

### Danske genbrugsbutikker
Følgende organisationer driver genbrugsbutikker i Danmark. Mange af disse er folkekirkelige organisationer.
- Blå Kors
- Danmission
- Dansk Folkehjælp
- Frelsens Hær
- Kirkens Korshær
- Kræftens Bekæmpelse
- Mission Afrika
- Røde Kors
- Mødrehjælpen
- Indre Mission